# Al Said (яхта)
Al Said — суперъяхта султана Омана Кабуса бен Саида. Входит в состав специального подразделения ВМС Омана — флотилия королевских яхт. Заложена в 2006 году, в 2008 сдана заказчику, первоначально проект назывался Sunflower. На момент закладки была второй по величине яхтой мира, сейчас переместилась на пятое место.

## Галерея

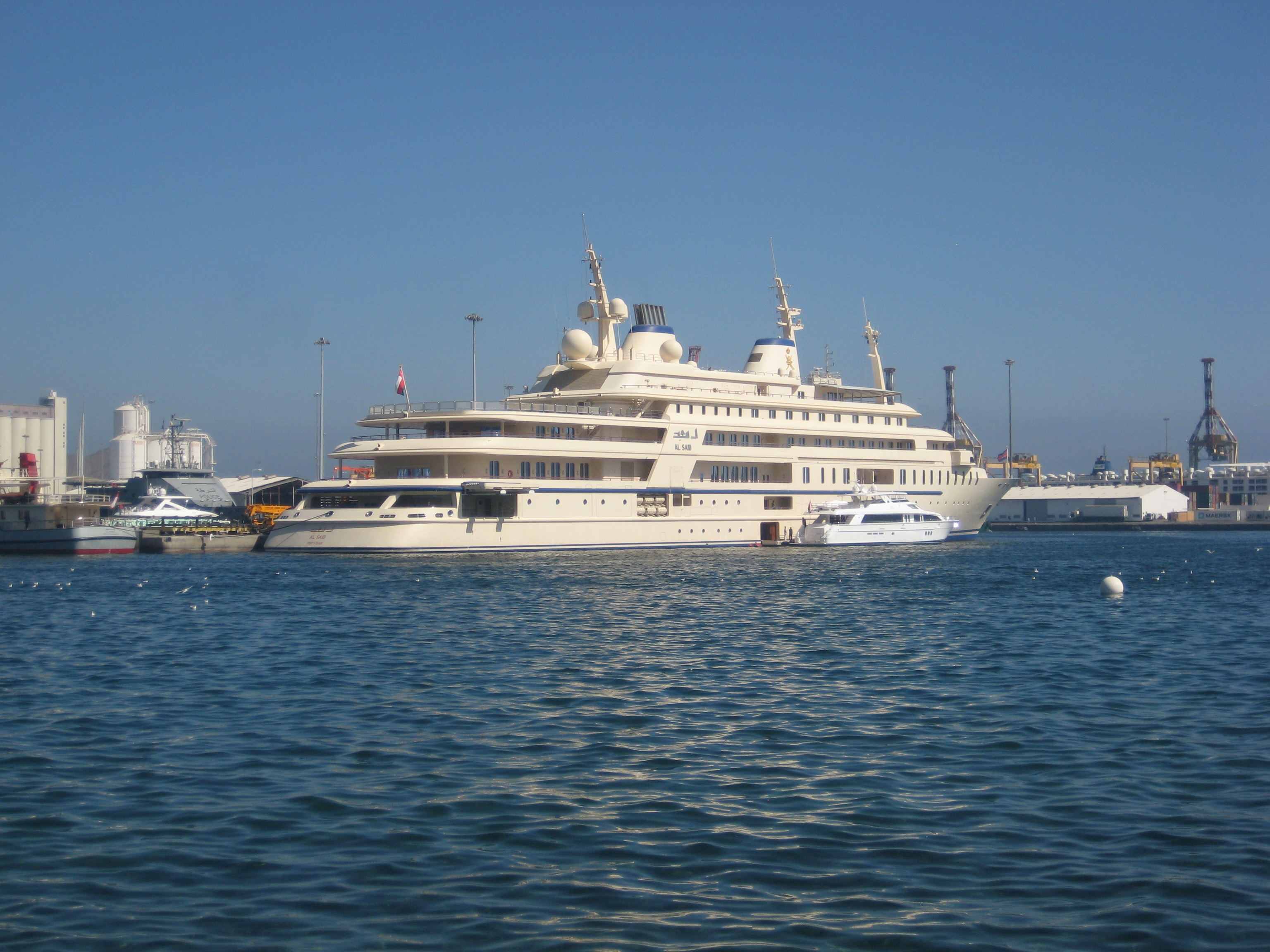
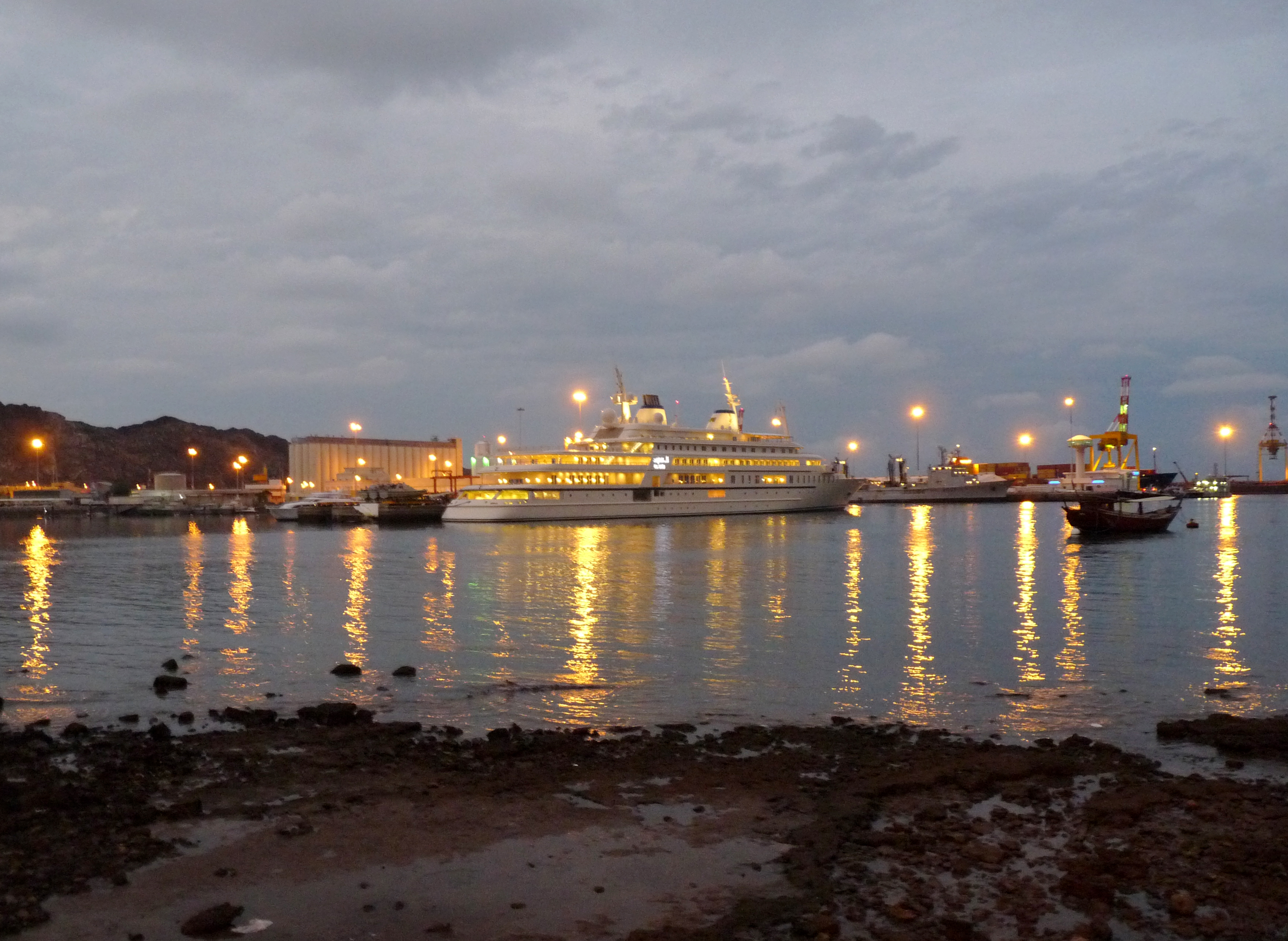
Al-Said в порту Mutrah (Оман)